# Pedioplanis lineoocellata
Pedioplanis lineoocellata — вид ящірок родини ящіркових (Lacertidae). Мешкає в Південній Африці.

## Опис
Довжина ящірки P. lineoocellata (без врахування хвоста) становить 45-55 мм. На нижній повіці є прозоре "віконце", що складається з двох лусок і окаймлене чорним.

## Підвиди
Виділяють три підвиди:
- Pedioplanis lineoocellata inocellata (Mertens, 1955) — регіон Великого Намакваленду[en], від Людерица до Ауса (південний схід Намібії);
- Pedioplanis lineoocellata lineoocellata (Duméril & Bibron, 1839) — Південна Африка;
- Pedioplanis lineoocellata pulchella (Gray, 1845) — від Намакваленду до Східнокапської провінції в ПАР.

## Поширення і екологія
Pedioplanis lineoocellata мешкають в Намібії, Ботсвані і Південно-Африканській Республіці. Вони живуть в саванах, на сухих луках та в пустищах кару, трапляються на пасовищах. Відкладають яйця, в кладці 4-8 яєць розміром 12,5×9,5 мм. Ящірки одразу після вилуплення мають довжину 5,25 см (враховуючи хвіст).